# David Balleri
David Balleri (Livorno, 28 marzo 1969) è un allenatore di calcio ed ex calciatore italiano, di ruolo difensore, tecnico della formazione Under 16 del Praese.

## Biografia
È il nipote di Costanzo Balleri, ex calciatore di Livorno e Inter negli anni sessanta. Sua figlia Ilaria è presentatrice televisiva.

## Caratteristiche tecniche
Dotato di forte resistenza fisica e di gran corsa (tanto da essere soprannominato Pendolino), il suo ruolo preferito è quello di terzino destro ma è stato utilizzato anche come centrocampista di fascia destra.

## Carriera

### Giocatore
Inizia nel Cuoiopelli formazione toscana di Serie C2 per poi disputare due campionati in Interregionale nella Cerretese.
Dopo questa esperienza, torna nei professionisti, indossando nuovamente la casacca del Cuoiopelli (Serie C2). La stagione seguente (1990-1991) si trasferisce in Sicilia per giocare nel Siracusa in Serie C1. Con la squadra aretusea disputa due campionati e viene ingaggiato dal Cosenza, che lo fa esordire in Serie B. In rossoblu gioca la stagione 1992-1993 in cui totalizza 34 presenze, mettendo a segno 2 gol.
A fine stagione viene acquistato dal Parma per 4 miliardi di lire che lo fa esordire nella massima serie all'età di 24 anni l'8 settembre 1993 in Lazio-Parma (2-1). Con i gialloblu gioca 20 partite di campionato e realizza anche il primo gol in Serie A. Coi ducali vince anche la Supercoppa Europea 1993 nella doppia finale contro il Milan, nella quale gioca da titolare la gara di andata.

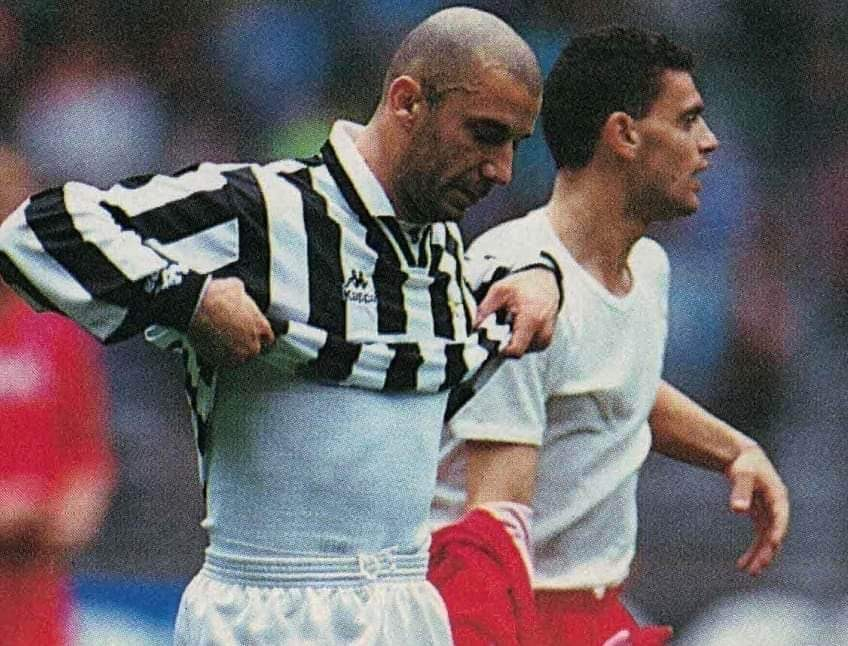
Juventus - Padova 0-1. Scambio di maglia Balleri - Vialli

L'annata successiva si trasferisce a Padova, formazione appena promossa in A con cui gioca una stagione, realizzando un gol in 31 partite e riuscendo a raggiungere con la sua squadra la salvezza dopo uno spareggio con il Genoa.
La stagione seguente (1995-1996) passa al Sampdoria per 5 miliardi di lire, dove resta per quattro stagioni (tutte disputate in Serie A), totalizzando in campionato 116 presenze e 4 reti. L'avventura con la Sampdoria si conclude con la retrocessione in Serie B. Passa quindi al Lecce, dove gioca tre campionati fino all'avvenuta retrocessione tra i cadetti.

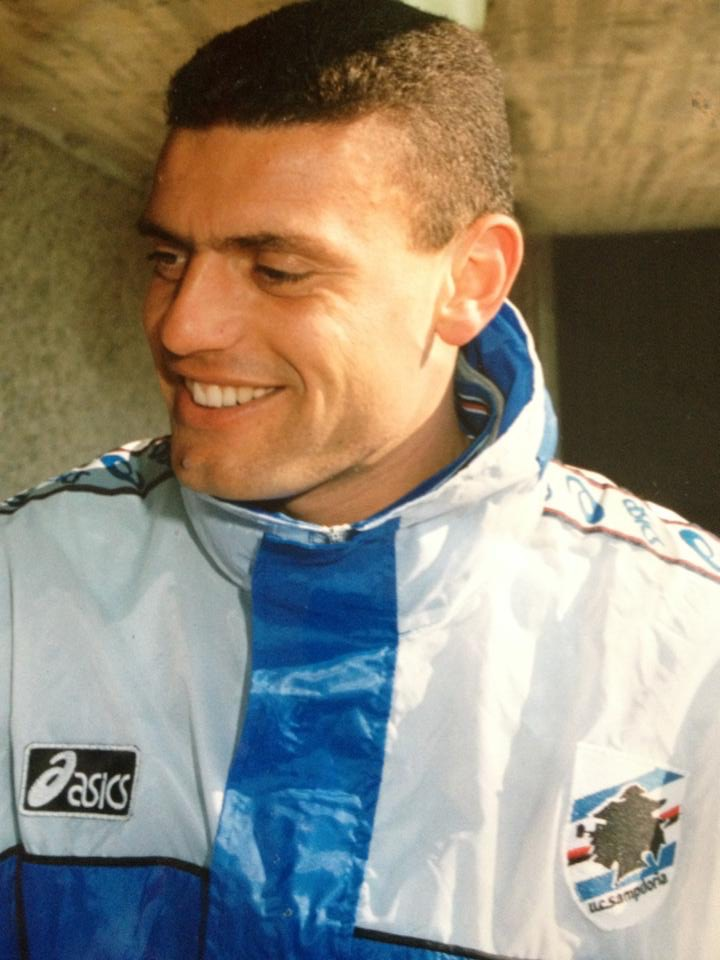
David Balleri alla Sampdoria

Nella stagione successiva (2002-2003) viene acquistato dalla formazione della sua città: il Livorno. Al suo debutto in maglia amaranto viene espulso nella trasferta d'esordio contro il Verona, non ostacolando, comunque, la vittoria amaranto. Il suo primo anno livornese è sufficiente per la salvezza dei labronici. Nella seconda stagione (2003-2004) ottiene la promozione in Serie A.

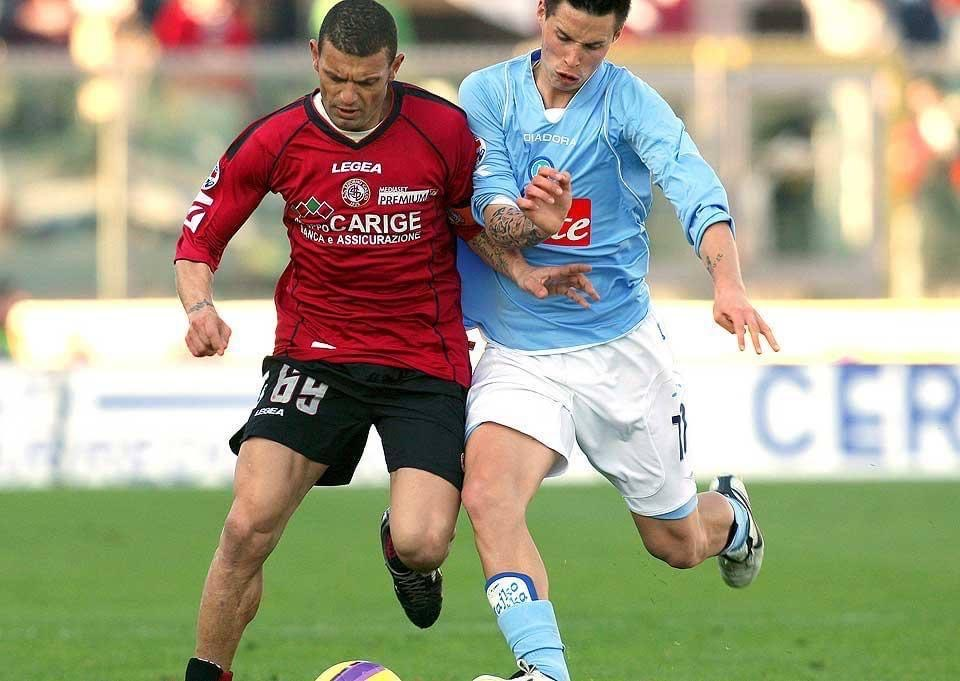
Balleri contro Hamšík in Livorno - Napoli

Nella massima serie viene impiegato con regolarità sulla corsia di destra per tutti i quattro anni di permanenza. Nell'ultimo anno (2007-2008), con la cessione di Cristiano Lucarelli, Balleri diventa capitano.
Il 30 giugno 2008 viene ingaggiato dal Como, neopromosso in Lega Pro Seconda Divisione.
Il 4 luglio 2008 è stato deferito alla Commissione disciplinare dal procuratore della FIGC per aver concordato con il capitano dei bergamaschi Gianpaolo Bellini il risultato di Livorno-Atalanta del 23 dicembre 2007, per aver tentato di concordare anche quello del ritorno del 4 maggio 2008 e per la reazione avuta nei confronti di Simone Padoin, autore della rete del 3-2 finale della gara di ritorno. Il 24 luglio 2008 Balleri è stato squalificato per 4 mesi, mentre l'Atalanta, Bellini, i fratelli Antonio ed Emanuele Filippini e Alessandro Grandoni sono stati prosciolti.
Il 23 ottobre 2009, dopo aver disputato 29 partite con i lariani (28 in campionato ed una in Coppa Italia Lega Pro), ha rescisso il contratto con la società lombarda. La settimana successiva ha firmato per la Pro Livorno in Prima Categoria Toscana.

### Allenatore
Dal 2010 lascia il calcio giocato per diventare allenatore degli Juniores Regionali della Pro Livorno Sorgenti, con cui vince il campionato nel successivo aprile 2011.
In seguito gli viene assegnata la guida della prima squadra della Pro Livorno Sorgenti, per la stagione 2011-2012, militante nel campionato di Eccellenza Toscana ma, trovandosi in difficoltà per l’andamento del campionato, rimette il suo incarico; la società decide così di sollevarlo dall'incarico e di affidare la prima squadra a Franco Ciricosta.
Dall'estate 2012 diviene allenatore degli Allievi Nazionali del Livorno. Dopo aver fatto tutta la trafila nelle giovanili del club amaranto, dell'estate 2019 è collaboratore della prima squadra prima con mister Roberto Breda e poi con Paolo Tramezzani e dall'8 marzo 2020 è il vice di Antonio Filippini.
Per la stagione 2020-2021 approda all'Albenga nel ruolo di vice allenatore di Alessandro Grandoni alla guida della prima squadra nel campionato di Eccellenza ligure e in veste di mister della Juniores d'Eccellenza, a fine anno in seguito delle dimissioni di Alessandro Grandoni, lascia l'incarico anche lui.
Il 28 settembre 2021 viene ingaggiato dal Savona, militante in Prima Categoria ligure, al posto dell'esonerato Cristian Cattardico. Il 13 febbraio 2022, con la squadra nelle primissime posizioni della classifica, viene sollevato dall'incarico.
Nell'estate 2022 assume il ruolo di responsabile del settore giovanile del Finale. Il 13 dicembre seguente, dopo l'esonero di Flavio Ferraro, gli viene affidato anche l'incarico di allenatore della prima squadra, militante nel torneo ligure di Eccellenza. Dopo la retrocessione nel torneo di Promozione, non viene confermato.
Nell'estate 2023 diviene tecnico della formazione Under 16 del Praese.

## Statistiche

### Presenze e reti nei club
Statistiche aggiornate al 6 settembre 2009.
| Stagione         | Squadra          | Campionato       | Campionato | Campionato | Coppe nazionali | Coppe nazionali | Coppe nazionali | Coppe continentali | Coppe continentali | Coppe continentali | Altre coppe | Altre coppe | Altre coppe | Totale | Totale |
| Stagione         | Squadra          | Comp             | Pres       | Reti       | Comp            | Pres            | Reti            | Comp               | Pres               | Reti               | Comp        | Pres        | Reti        | Pres   | Reti   |
| ---------------- | ---------------- | ---------------- | ---------- | ---------- | --------------- | --------------- | --------------- | ------------------ | ------------------ | ------------------ | ----------- | ----------- | ----------- | ------ | ------ |
| 1989-1990        | Cuoiopelli       | C2               | 24         | 1          | CI-C            | 0               | 0               | -                  | -                  | -                  | -           | -           | -           | 24     | 1      |
| 1990-1991        | Siracusa         | C1               | 27         | 1          | CI-C            | 0               | 0               | -                  | -                  | -                  | -           | -           | -           | 27     | 1      |
| 1991-1992        | Siracusa         | C1               | 28         | 0          | CI-C            | 0               | 0               | -                  | -                  | -                  | -           | -           | -           | 28     | 0      |
| Totale Siracusa  | Totale Siracusa  | Totale Siracusa  | 55         | 1          |                 | 0               | 0               |                    | -                  | -                  |             | -           | -           | 55     | 1      |
| 1992-1993        | Cosenza          | B                | 34         | 2          | CI              | 1               | 0               | -                  | -                  | -                  | -           | -           | -           | 35     | 2      |
| 1993-1994        | Parma            | A                | 20         | 1          | CI              | 8               | 0               | CdC                | 7                  | 1                  | SU          | 1           | 0           | 36     | 2      |
| 1994-1995        | Padova           | A                | 31+1       | 1          | CI              | 2               | 0               | -                  | -                  | -                  | -           | -           | -           | 34     | 1      |
| 1995-1996        | Sampdoria        | A                | 32         | 4          | CI              | 2               | 0               | -                  | -                  | -                  | -           | -           | -           | 34     | 4      |
| 1996-1997        | Sampdoria        | A                | 29         | 0          | CI              | 2               | 0               | -                  | -                  | -                  | -           | -           | -           | 31     | 0      |
| 1997-1998        | Sampdoria        | A                | 25         | 0          | CI              | 3               | 0               | CU                 | 2                  | 0                  | -           | -           | -           | 30     | 0      |
| 1998-1999        | Sampdoria        | A                | 30         | 0          | CI              | 2               | 0               | Int                | 6                  | 0                  | -           | -           | -           | 38     | 0      |
| Totale Sampdoria | Totale Sampdoria | Totale Sampdoria | 116        | 4          |                 | 9               | 0               |                    | 8                  | 0                  |             | -           | -           | 133    | 4      |
| 1999-2000        | Lecce            | A                | 32         | 0          | CI              | 2               | 0               | -                  | -                  | -                  | -           | -           | -           | 34     | 0      |
| 2000-2001        | Lecce            | A                | 27         | 1          | CI              | 4               | 0               | -                  | -                  | -                  | -           | -           | -           | 31     | 1      |
| 2001-2002        | Lecce            | A                | 17         | 0          | CI              | 1               | 0               | -                  | -                  | -                  | -           | -           | -           | 18     | 0      |
| set. 2002        | Lecce            | B                | 0          | 0          | CI              | 2               | 0               | -                  | -                  | -                  | -           | -           | -           | 2      | 0      |
| Totale Lecce     | Totale Lecce     | Totale Lecce     | 76         | 1          |                 | 9               | 0               |                    | -                  | -                  |             | -           | -           | 85     | 1      |
| set. 2002-2003   | Livorno          | B                | 33         | 0          | CI              | -               | -               | -                  | -                  | -                  | -           | -           | -           | 33     | 0      |
| 2003-2004        | Livorno          | B                | 25         | 0          | CI              | 1               | 0               | -                  | -                  | -                  | -           | -           | -           | 26     | 0      |
| 2004-2005        | Livorno          | A                | 30         | 0          | CI              | 5               | 0               | -                  | -                  | -                  | -           | -           | -           | 35     | 0      |
| 2005-2006        | Livorno          | A                | 22         | 0          | CI              | 3               | 0               | -                  | -                  | -                  | -           | -           | -           | 25     | 0      |
| 2006-2007        | Livorno          | A                | 25         | 0          | CI              | 1               | 0               | CU                 | 4                  | 0                  | -           | -           | -           | 30     | 0      |
| 2007-2008        | Livorno          | A                | 28         | 0          | CI              | 1               | 0               | -                  | -                  | -                  | -           | -           | -           | 29     | 0      |
| Totale Livorno   | Totale Livorno   | Totale Livorno   | 163        | 0          |                 | 11              | 0               |                    | 4                  | 0                  |             | -           | -           | 178    | 0      |
| 2008-2009        | Como             | 2D               | 22+4       | 0          | CI-LP           | 1               | 0               | -                  | -                  | -                  | -           | -           | -           | 27     | 0      |
| 2009-2010        | Como             | 1D               | 2          | 0          | CI+CI-LP        | 1+0             | 0               | -                  | -                  | -                  | -           | -           | -           | 3      | 0      |
| Totale Como      | Totale Como      | Totale Como      | 24+4       | 0          |                 | 2               | 0               |                    | -                  | -                  |             | -           | -           | 30     | 0      |
| Totale carriera  | Totale carriera  | Totale carriera  | 548        | 11         |                 | 42              | 0               |                    | 19                 | 1                  |             | 1           | 0           | 610    | 12     |

## Palmarès

### Giocatore
- Supercoppa UEFA: 1

Parma: 1993